# Siekiera
Siekiera ist eine Punk- und Cold-Wave-Band aus der Stadt Puławy in Polen, die von der Jahreswende 1983/84 bis 1988 aktiv war.
Die Band gilt als eine der Wegbereiterinnen der Punk- und New-Wave-Bewegung in Polen, ihr Album Nowa Aleksandria (benannt nach dem früheren Namen von Puławy) als ein Meilenstein der polnischen Independent-Musik. Der Bandname bedeutet auf Deutsch „Axt“.

## Geschichte
Gegründet wurde Siekiera von Tomasz Adamski (Gitarre, Texte, Musik), Tomasz Budzyński (Gesang), Dariusz Malinowski (Bass) und Krzysztof Grela (Schlagzeug).
Musikalisch sind Siekiera in ihrer ersten Besetzung als typische Punkband einzuordnen, deren Musik an international bekannte Vorbilder wie die UK Subs oder Exploited erinnert. Erste Bekanntheit erlangt die Band im Frühjahr 1984 durch ein Konzert im Warschauer Studentenclub Remont und durch das polnische Jugendradio Rozgłośnia Harcerska, das Ausschnitte aus dem Konzert ausstrahlt. Zur polnischen Punk-Legende – trotz des geringen Umfangs ihres Werks – wird die Band durch ihren Auftritt auf dem Punkrock-Festival im selben Jahr in Jarocin.
Nach Konflikten mit Bandleader Tomasz Adamski über die weitere musikalische Ausrichtung der Band verlässt im Oktober 1984 Sänger Tomasz Budzyński Siekiera und wird kurz darauf zu einem der Gründer der Punk-Gruppe Armia. Auch Schlagzeuger Krzysztof Grela steigt aus; dafür kommen Zbigniew Musiński (Schlagzeug) und Paweł Młynarczyk (Keyboard) hinzu. Die Band ändert ihren Stil von Punk zu Cold Wave und nimmt 1986 das Album Nowa Aleksandria auf, das musikalische Ähnlichkeiten mit der damaligen Musik von Bands wie Killing Joke aufweist. Viele Fans der Punk-Musik von Siekiera werfen der Gruppe musikalischen Verrat vor.
1988 löst sich die Band auf. Bandleader Tomasz Adamski betätigt sich danach als Dichter und Theaterregisseur, Tomasz Budzyński ist seit 1984 Sänger der Band Armia.
Zbigniew Musinski (Schlagzeug) wandert nach Deutschland aus und lebt in Nürnberg.

## Diskografie

### Alben
- 1986: Nowa Aleksandria[2]
- 2008: 1984[3]
- 2011: Ballady na koniec świata[4]

### Kompilationen
- 2008: Na wszystkich frontach świata[5]

### Singles
- 1985: Jest Bezpiecznie / Misiowie Puszyści[6]